# Víctor Púa
Víctor Haroldo Púa Sosa (Paso de los Toros, 1956. május 31. –) uruguayi labdarúgóedző.

## Pályafutása

### Klubcsapatban
1970 és 1974 között a Liverpool Montevideo csapatában játszott. 1975-ben a Colón, 1976 és 1977 között a Bella Vista játékosa volt. 1977-től 1981-ig a Defensor Sportingot erősítette. 1982-ben a Club Olimpia színeiben paraguayi bajnoki címet szerzett. 1983-ban visszatért a Defensor Sportinghoz. Később szerepelt még a Rampla Juniors (1984), a River Plate (1985), a Bella Vista (1986), az argentin Mandiyú (1987), a Sportivo Italiano (1988) és a Cerrito (1989) együttesében. 

### Edzőként
1990 és 1993 között a River Plate vezetőedzője volt. 1997 és 1999 között az uruguayi U20-as válogatott szövetségi edzője volt. Vezetésével kijutottak az 1997-es, az 1999-es és a 2001-es ifjúsági világbajnokságra. Az 1997-es malajziai tornán ezüstérmet szereztek. 1997-ben kinevezték az uruguayi válogatott szövetségi kapitányának. Irányításával részt vettek az 1997-es konföderációs kupán és ezüstérmet szereztek az 1999-es Copa Américán és negyedik helyen végeztek a 2001-es Copa Américán, valamint kijutottak a 2002-es világbajnokságra, ahol két pontot szereztek.

## Sikerei, díjai

### Játékosként
Olimpia Asunción
- Paraguayi bajnok (1): 1983

### Edzőként
Uruguay U20
- Ifjúsági világbajnoki döntős (1): 1997

Uruguay
- Copa América ezüstérmes (1): 1999